# Musique camerounaise

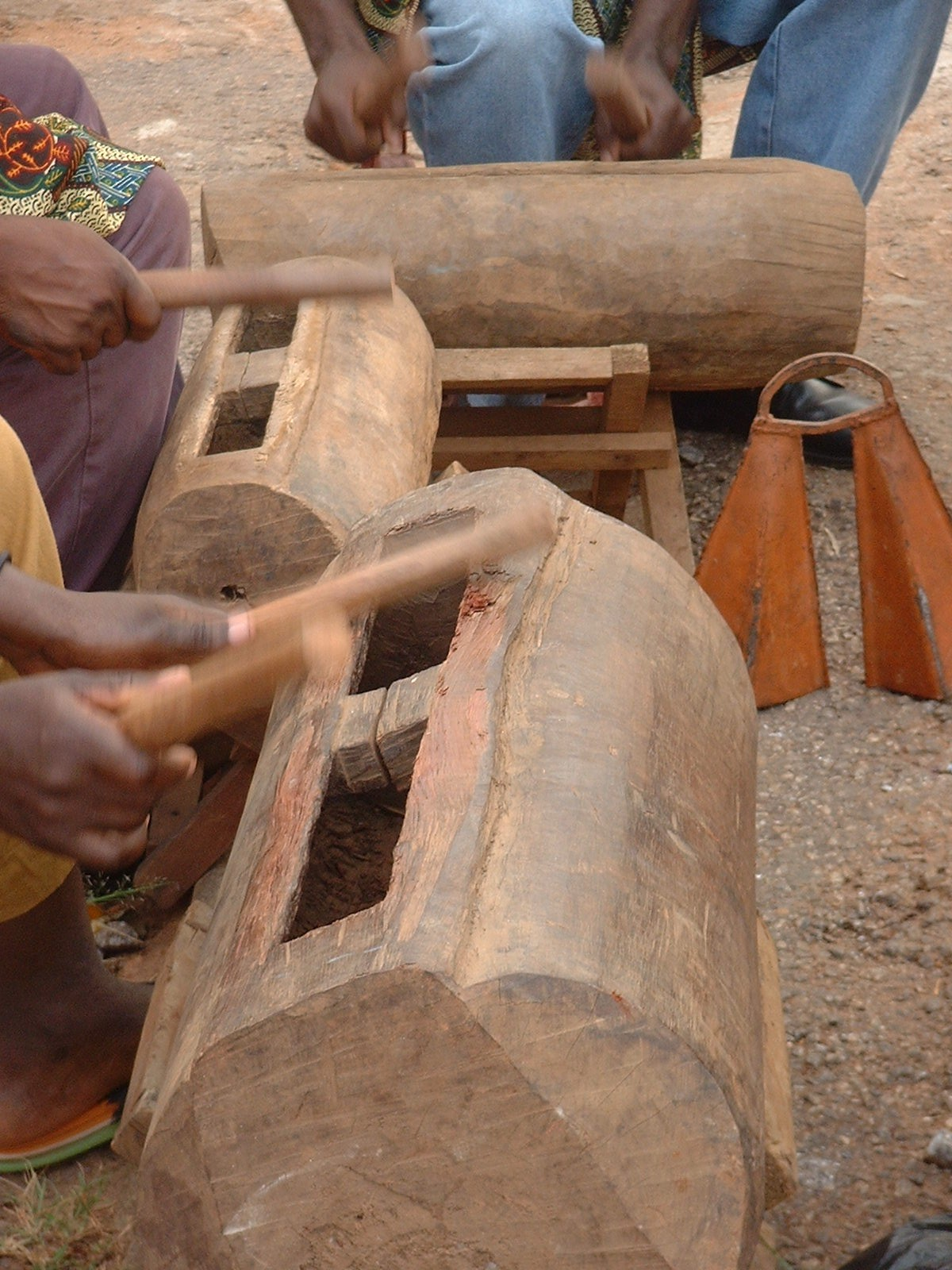
Tambour à fente bamiléké.

La musique camerounaise est, depuis les temps anciens, le moyen de commémorer les faits et événements ayant marqué une famille, une ethnie, un peuple durant son vécu.
Depuis les années 2000, l'ouverture du pays et les nouvelles technologies de l'information et de la communication ont fortement transformé l'univers musical camerounais tout en s’inspirant de ses musiques.

## Musique traditionnelle

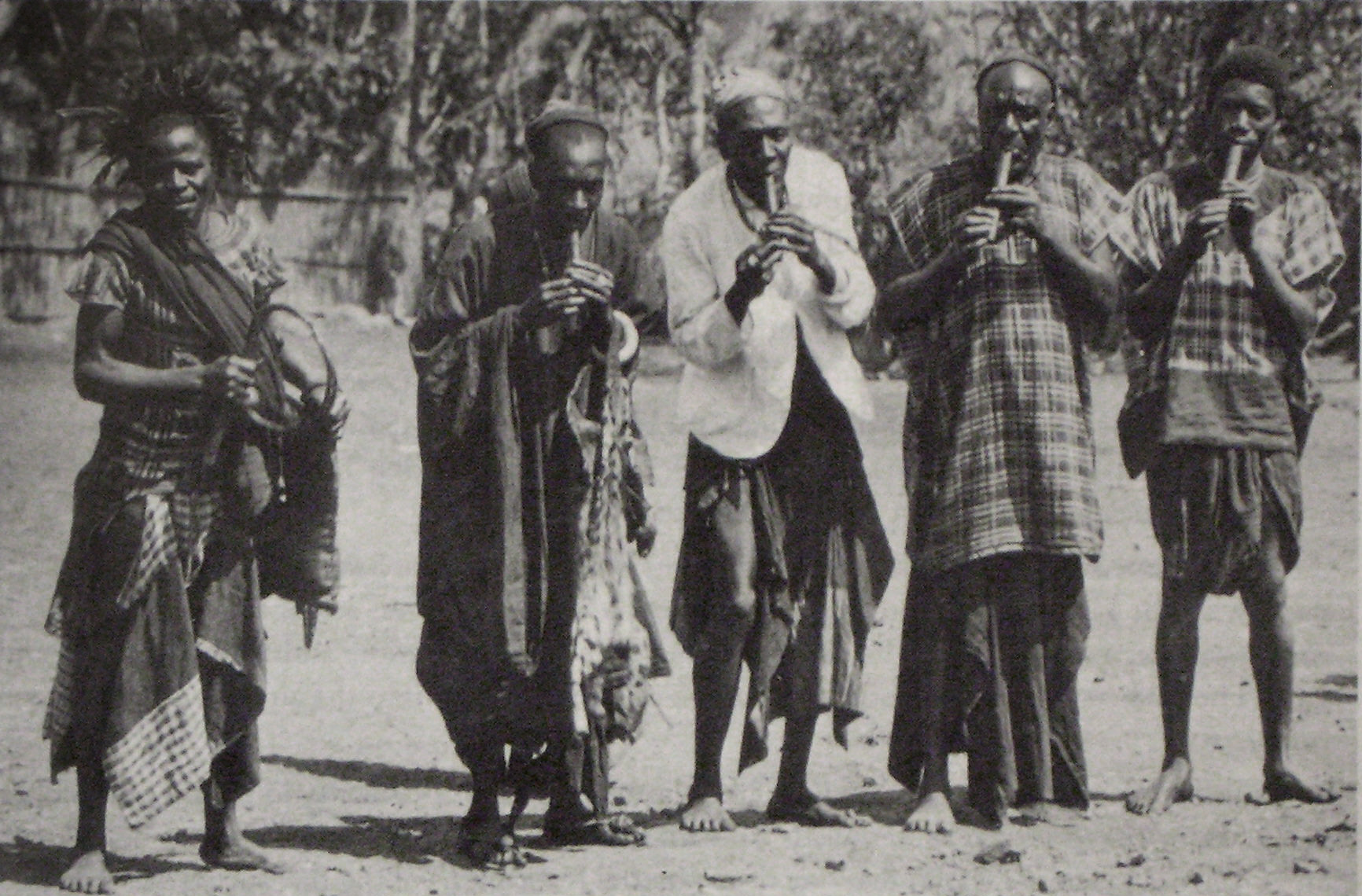
Joueur de flûtes des peuples Bali au début du XXe siècle.

Depuis les temps anciens, la musique traditionnelle camerounaise est le moyen de commémorer les faits et événements ayant marqué une famille, une Ethnie, un peuple durant son vécu. Elle est riche en sons et couleur, et on peut y remarquer l'usage d'instruments tels le mvett, le tam-tam, le tambour, le balafon et diverses formes de percussions. La musique traditionnelle est indissociable des danses qui l’accompagnent.

### Bikutsi
Les Betis, (vivent dans la zone autour de Yaoundé et au sud vers la Guinée équatoriale)  sont surtout connus pour la musique bikutsi, qui a été popularisée et est devenue le rival du makossa plus urbain. Le bikutsi, qui peut être traduit librement par fouettant sans cesse le sol, est caractérisé par une intense 6/8 rythme, qui est joué lors de rassemblements Betis y compris les partis, funérailles et mariages.
Les cérémonies Betis se répartissent en deux grandes catégories : l'Ekang (époque où les questions imaginaires, mythologiques et spirituelles sont discutées) et le bikutsi (lorsque des problèmes de la vie réelle sont discutés). Une harpe double face avec une amplification calebasse appelé le mvett est utilisée lors de ces cérémonies par des conteurs Betis, qui sont considérés comme utilisant le mvett comme un instrument de Dieu pour éduquer les gens.

## Musique contemporaine
L'ouverture du pays et les nouvelles technologies de l'information et de la communication ont fortement transformé l'univers musical camerounais avec des artistes reconnus à l’international. La musique la plus connue du Cameroun est le makossa, un style populaire qui a gagné les fans à travers l'Afrique.

### Débuts et makossa
La musique enregistrée la plus tôt du Cameroun vient des années 1930. À Douala, la ville la plus développée au Cameroun, des arrangements d’accordéons et de la musique d’Ambas-bay étaient fréquents, avec des artistes comme Lobe Lobe, Ebanda Manfred, et Nelle Eyoum, ou encore Mouellè Guillaume, qui trouvent un public local. Ekambi Brillant (et son premier succès majeur camerounais, N'Gon Abo) prépare le terrain pour le développement du makossa.
Douala est la ville natale du makossa, la première grande musique moderne africaine composée par des musiciens urbains. L'histoire du makossa passe par les boîtes de nuit à la mode de Santa Isabel, dans l'île Bioco (Guinée équatoriale), où, dans les années 1960, des musiciens camerounais, attirés par les touristes, ont rencontré les rythmes latino-américains en vogue: samba, mambo, rumba, cha-cha-cha et patachanga. Du mixage de ces rythmes aux rythmes traditionnels comme l'assiko devait naître le makossa dont le plus fameux compositeur et interprète reste Manu Dibango. Après l'indépendance en 1960, une variante locale sur la musique vin de palme appelé Assiko, s’est popularisé avec Jean Bikoko et Bernard Dikoume. L'urbanisation du Cameroun a une influence majeure sur la musique du pays. La migration vers la ville de Yaoundé, par exemple, était une cause majeure de la popularisation de la musique bikutsi. Durant les années 1950, les bars se développent travers la ville pour accueillir l'afflux de nouveaux habitants. Les orchestres de Balafon (composés de 3-5 balafons et de percussions) sont devenus commun dans les bars. Certains de ces orchestres, tels que Richard Band de Zoétélé, est devenu très populaire.

### Années 1950 et 1960
Le milieu du XXe siècle voit la popularisation d'une musique folklorique appelée le bikutsi. Le bikutsi moderne connait ses premiers succès auprès du grand public dans les années 1950. Anne-Marie Nzié était peut-être la plus importante de ces artistes innovants. Les autres musiciens de bikutsi de stature légendaire était Messi Me Nkonda Martin et sa bande, Los Camaroes, qui ajoute des guitares électriques et d'autres nouveaux éléments.
Les orchestres de Balafon restent populaires tout au long des années 1950 dans les bars de Yaoundé, mais le public exige la modernité et le style populaire à l'époque est incapable de faire face. Messi Martin est un guitariste camerounais qui avait été inspiré à apprendre l'instrument en écoutant espagnol langue diffusions de la Guinée équatoriale voisine, ainsi que Cuba et la rumba zaïroise. Messi change la guitare électrique en reliant les cordes avec des morceaux de papier, donnant ainsi l'instrument d'un ton d'amortisseur qui émet un « bruit sourd » bruit semblable au balafon. Le style de Messi est immédiatement populaire, et ses hits, comme Mengalla Maurice et Bekono Nga N'Konda, deviennent favoris de radio à travers le pays depuis le début des années 1960. D'autres innovations suivent, comme le remplacement des claquements de mains et sanza avec un synthétiseur et le rythme 6/8 pieds estampage à la batterie.
Plus tard dans les années 1960, le makossa contemporain devient le genre le plus populaire au Cameroun. Le makossa est un style de musique de danse génial, popularisé en dehors de l'Afrique par Manu Dibango, avec en 1972 le single Soul Makossa qui est un succès international. Après Manu Dibango, une vague de musiciens électrifie le makossa dans une tentative de le rendre plus accessible à l'extérieur du Cameroun. Un autre chanteur de pop dans les années 1970 au Cameroun était André-Marie Tala, un chanteur aveugle qui s’est fait connaitre avec entre autres, les chansons Sikati et Potaksima.

### Années 1970 et 1980
Dans les années 1970, des artistes de bikutsi comme Maurice Elanga, les anciens combattants, Mbarga Soukous apparaissent. Mama Ohandja va contribuer à populariser cette musique en Europe. La décennie suivante, Les Têtes brûlées ont dépassé les artistes précédents en popularité internationale. Le public camerounais préfère des artistes comme Jimmy Mvondo Mvelé et Uta Bella.
Dans les années 1980, le makossa débarque à Paris, en France, et un nouveau pop-makossa fusionné à des éléments de zouk antillais apparaît. Les musiciens éminents de cette période sont entre autres : Moni Bilé, Douleur, Bébé Manga, Ben Decca, Petit-Pays, et Esa. Les années 1980 voient également le développement rapide des médias du Cameroun, qui voit une floraison de deux makossa et du bikutsi. En 1980, L'Équipe nationale de Makossa a été formé, réunissant les plus grandes stars du makossa la période ensemble, y compris, Grace Decca, Ndedi Eyango, Ben Decca, Guy Lobe, et Dina Bell. Le makossa dans les années 1980 voit une vague de succès grand public à travers l'Afrique et, dans une moindre mesure, à l'étranger.
Le makossa évolue avec des influences latines, martiniquais zouk, et musique pop. Les musiciens continuent en effet à ajouter des innovations, et les techniques d'enregistrement se sont améliorées ; Nkondo Si Tony, par exemple, a ajouté des claviers et des synthétiseurs grâce à l'apport et au génie de Albert Ndoumba (Albert Broeuk's). Elanga Maurice ajoute des cuivres. Les anciens combattants émergés comme groupe le plus célèbre du bikutsi dans les années 1980 alors que d'autres artistes éminents inclus Titans de Sangmelima, Georges Seba, Ange Ebogo Emerent, Otheo et président Mekongo, qui a ajouté des harmonies complexes et des influences de jazz. En 1984, une nouvelle vague d'artistes bikutsi émerge, y compris Sala Bekono anciennement de Los Camaroes, Atebass, un bassiste, Zanzibar, un guitariste qui finirait par aider à former Les Têtes brûlées avec Jean-Marie Ahanda. En 1985, la formation de la CRTV, un réseau de télévision qui a fait beaucoup pour aider à populariser la musique populaire camerounais à travers le pays.
Jean-Marie Ahanda devient l'artiste de bikutis le plus influent de la fin des années 1980, et révolutionne le genre en 1987 après la formation du groupe Les Têtes brûlées, dont le succès change l'industrie musicale camerounaise. Claude Ndam, surnommé  le « griot moderne Bamoun », se fait connaître pendant cette période.

### Depuis les années 1990
Dans les années 1990, le makossa et le bikutsi diminuent en popularité. Une nouvelle vague apparaît influencée de la nouvelle rumba et du makossa-soukous, ainsi que des formes plus indigènes comme le bantowbol, le Nganja camerounaise du Nord (qui avait acquis une certaine popularité au Royaume-Uni au milieu des années 1980), et le Bend skin : musique de rue urbaine. Les Têtes Brûlées restent le plus connu à l'exportation musicale du pays, en particulier après avoir accompagné l'équipe de football du Cameroun à la Coupe du Monde en 1990 en Italie et 1994 aux États-Unis. Une nouvelle vague d'artistes bikutsi née dans les années 1990, y compris Les Martiens (formé par Les Têtes Brûlées bassiste Atebass), la chanteuse K-Tino (Ascenseur: le secret de l'homme) et la chanteuse Douala Sissi Dipoko ("Bikut-si Hit") ainsi que d'une résurgence de vieux artistes comme Sala Bekono.
La renommée internationale du bikutsi continue de croître, et la chanson Proof de Rhythm de Paul Simon des Saints, notamment arrangée par Georges SEBA, a un grand succès en 1990. Vincent Nguini contribue également aux arrangements de guitare de Simon des Saints, qui est devenu un album de musique du monde influent. En 1993, le mouvement pédale naît comme une réaction à la crise économique camerounaise. De jeunes artistes comme Gibraltar Drakuss, Zele le Bombardier, Éboué Chaleur, Pasto, Roger Bekono, Mbarga Soukous, et Saint-Désiré Atango étaient pour un retour des racines bikutsi. Pendant ce temps, Henri Dikongué, dont la musique incorpore, entre autres, du bikutsi et du makossa, commence à sortir des albums qui connaissent un succès international. Il fait des tournées en Europe et en Amérique du Nord.
La forme la plus récente[Quand ?] de la musique populaire camerounaise est une fusion de soukous congolais et de makossa, une scène qui produit Petit-Pays, Marcel Bwanga, Kotto Bass, Papillon, et Jean-Pierre Essome. D'autres styles musicaux se développent[Quand ?] comme le bend skin, le mangambeu, et le Makassi.

## Genres musicaux camerounais
Voici une liste non exhaustive des styles musicaux du Cameroun avec quelques noms d'artistes réputés :
- Assiko : Jean Bikoko Aladin, Kristo Numpuby.
- Bend skin : André-Marie Tala, Kouchouam Mbada, Michael Kiessou.
- Bikutsi : Les Têtes brûlées, Anne-Marie Nzié, K-Tino, Lady Ponce, Mani Bella, Coco Argentée, Nkodo Sitony.
- Makossa : Manu Dibango, Petit-Pays, Toto Guillaume, Ekambi Brillant, Charlotte Dipanda, Ben Decca, Grace Decca, Richard Bona, Eboa Lottin, Dina Bell, Joe Mboulè, Axel Mouna, Nono Flavy.
- Musique Traditionnelle : Prince Afo Akom, Groupe Kundè.
- Musique urbaine : Duc-Z, Koppo, Krotal, Stephane Akam.
- Sahel trap : DJ Emanson, Angelo, Eldine, Le Smily.
- Mbolé : Petit Bozard, Petit Malo, Lexus DJ.
- Guma na melinge : Isnebo, Aize aize, Double soko, Qouzo.
- Ambass-bey : Salle John.
- Tchamassi: André-Marie Tala
- Mewoup: Takam II
- NJANG( Nord-ouest Cameroun): Prince Afo Akom, Magasco, Joyce BABATUNDE
- Mangambeu: Pierre Didi TCHAKOUNTE

### Discographie
- Cameroun : la messe à Yaoundé, Arion, Paris, 1972 (Pie-Claude Ngumu).
- Cameroun : la musique des Pygmées Baka, Auvidis, Unesco, Paris, 1990.
- Percussions et danses du Cameroun, Arion, Paris, 1990.
- Cameroun : flûtes des Monts Mandara (collec. Nathalie Fernando et Fabrice Marandola), Radio-France, Paris ; Harmonia mundi, Arles, 1996.
- Cameroun : Royaume bamoun : musiques du palais et des sociétés secrètes, Maison des Cultures du Monde, Paris ; Auvidis, Antony, 1997-2001.
- Cameroun : pygmées Bedzan de la plaine Tikar, Maison des Cultures du Monde, Paris ; Auvidis, Antony, 2000.
- Nord Cameroun : musique des Ouldémé, au rythme des saisons, Maison des Cultures du Monde, Paris ; Auvidis, Antony, 2001.
- Mbum du Cameroun : nord Cameroun (collec. Charles Duvelle), Universal Division Mercury, Antony, 2001.
- Bikutsi pop : the songs of So' Forest, Naxos World, Franklin (Tenn.), 2002.